# Michael Michai Kitbunchu
Michael Michai Kitbunchu, thai ไมเกิ้ล มีชัย กิจบุญชู, född 25 januari 1929 i Sam Phran, Nakhon Pathom, Thailand, är en thailändsk kardinal inom Romersk-katolska kyrkan. Han var från 1972 till 2009 ärkebiskop av Bangkok. Kitbunchu är sedan 2016 kardinalprotopräst.
Kitbunchu prästvigdes i december 1959 och var under 1960-talet församlingspräst i Bangkok. I december 1972 utnämndes han till ärkebiskop av Bangkok och vigdes i juni året därpå.
Påve Johannes Paulus II utsåg den 2 februari 1983 Kitbunchu till kardinalpräst med San Lorenzo in Panisperna som titelkyrka. Kitbunchu är den första kardinalen från Thailand. Sedan 2024 är han den kardinal som tjänstgjort längst.
Kitbunchu deltog i konklaven som den 19 april 2005 valde kardinal Ratzinger till ny påve.